# Chaveroche
Chaveroche is een gemeente in het Franse departement Corrèze (regio Nouvelle-Aquitaine) en telt 145 inwoners (1999). De plaats maakt deel uit van het arrondissement Ussel.

## Geografie
De oppervlakte van Chaveroche bedraagt 18,6 km², de bevolkingsdichtheid is 7,8 inwoners per km².
De onderstaande kaart toont de ligging van Chaveroche met de belangrijkste infrastructuur en aangrenzende gemeenten.

## Demografie
Onderstaande figuur toont het verloop van het inwonertal (bron: INSEE-tellingen).